# Ipomoea mirandina
Ipomoea mirandina là một loài thực vật có hoa trong họ Bìm bìm. Loài này được (Pittier) O'Donell mô tả khoa học đầu tiên năm 1953.